# Chrám Zesnutí Nejsvětější Bohorodice (Koszalin)
Chrám Zesnutí Nejsvětější Bohorodice v Koszalinu (polsky Cerkiew Zaśnięcia Najświętszej Maryi Panny w Koszalinie) je pravoslavný farní kostel v západopomořanském Koszalinu. Chrám spadá pod Koszalinský děkanát vratislavsko-štětínské eparchie Polské pravoslavné církve. Chrám je od 8. listopadu 1956 zapsán na seznamu kulturních památek pod číslem A-768.

## Historie

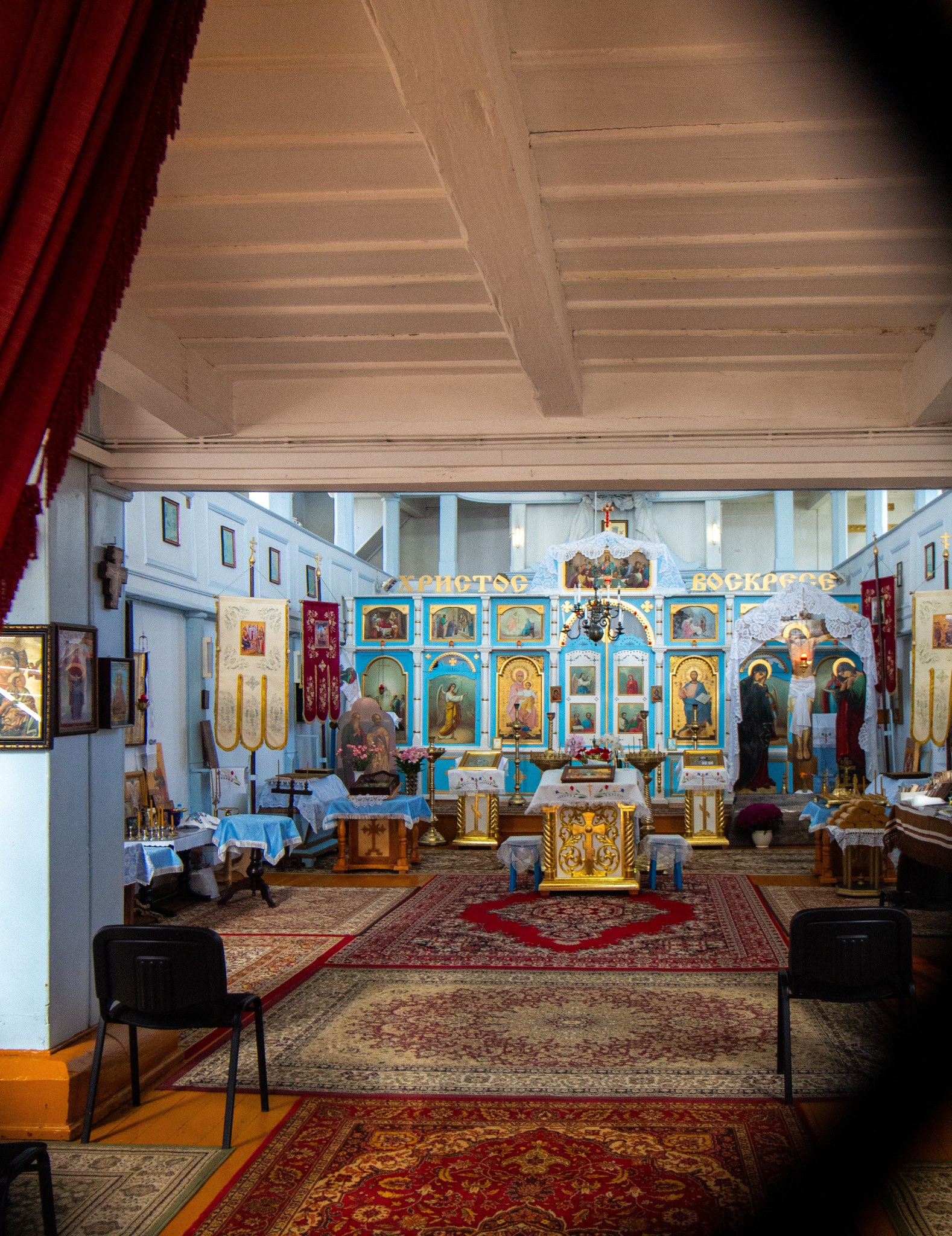
Interiér chrámu

Chrám v objektu z konce 13. století se nachází v ulici Adama Mickiewicze v Koszalinu. Původně byl kostel součástí místního cisterciáckého kláštera. Nejstarší zmínka z roku 1293 hovoří o kapli. Navzdory interdiktu v roce 1401 se zde mohly i nadále konat mše.
V roce 1491 je kostel uváděn jako zchátralý. Není známo, kdy byl kostel přestavěn. Po reformaci kostel chátral.
V letech 1602 až 1609 byla budova restaurována za vlády knížete-biskupa kaminského Františka. Po převodu Zadního Pomořanska do braniborského kurfiřtství v roce 1648 zde již nebyl farář. Od roku 1700 mše sloužili tři duchovní z kostela Panny Marie.
Při požáru města v roce 1718 objekt kostela do základů vyhořel. Znovu byl postaven v roce 1724. Během francouzské okupace sloužil od roku 1807 jako seník a poté jako lazaret a ubykace pro válečné zajatce.
V roce 1820 byl kostel znovu vysvěcen a od té doby slouží jako protestantský farní kostel pro několik okolních vesnic. V roce 1945 byl zámecký kostel na krátké období jediným protestantským kostelem pro zdejší německé obyvatelstvo.
V roce 1953 byl kostel předán polské pravoslavné církvi. V 90. letech 20. století probíhaly restaurátorské práce s podporou německé spolkové vlády.

## Architektura
Kostel je jednolodní podlouhlá stavba z červených cihel. Jednotlivé části zdiva se zachovaly z postupných přestaveb, zejména z té poslední z let 1818/1919. Z původního gotického klášterního kostela z 15. století se dochovalo jen několik částí východní zdi.
Uvnitř chrámu se nachází ikonostas zhotovený v roce 1955. Chrám je zdoben kupolemi.